# هارولد هانسون (محامي)
هارولد هانسون (بالإنجليزية: Harold Hanson)‏ هو محامي جنوب أفريقي، ولد في 9 أغسطس 1904 في جوهانسبرغ في جنوب أفريقيا، وتوفي في 17 فبراير 1973.